# Europäischer Bürgerpreis
Der Europäische Bürgerpreis ist eine seit 2008 vom Europäischen Parlament vergebene Auszeichnung für „außergewöhnliches Engagement für ein besseres gegenseitiges Verständnis und mehr Integration in der Europäischen Union“. Ausgezeichnet werden aber auch Initiativen, die sich für eine bessere grenzüberschreitende Zusammenarbeit innerhalb Europas und die praktische Anwendung der Werte der Charta der Grundrechte der Europäischen Union einsetzen, insbesondere Gastfreundschaft, Toleranz und Solidarität.
Der Preis kann an Bürger, Gruppen, Assoziationen und Organisationen vergeben werden. Jeder EU-Abgeordnete hat das Recht, einen Kandidaten vorzuschlagen.

## Geschichte
Am 30. September 2013 wurden im Europäischen Haus in Berlin die fünf deutschen Preisträger ausgezeichnet und nahmen ihre Ehrungen von den Europa-Abgeordneten Doris Pack, Bernd Lange und Alexandra Thein entgegen. Mitte Oktober desselben Jahres waren die deutschen Preisträger, gemeinsam mit anderen 38 ausgezeichneten Projekten aus ganz Europa, zu einer zentralen Veranstaltung nach Brüssel eingeladen.
2014 wurde der Preis 47 Mal verliehen, darunter 5 Mal in der Bundesrepublik Deutschland.

## Bisherige Preisträger (unvollständig)
| Datum                                    | Preisträger | EU-Land     | Stadt                                                                      | vorgeschlagen von             | Grund der Auszeichnung |
| ---------------------------------------- | --- | ----------- | -------------------------------------------------------------------------- | ----------------------------- | --- |
| 30. September 2013                       | Junge Europäische Bewegung Berlin-Brandenburg | Deutschland | Berlin                                                                     |                               | Langjährige Organisation der Simulation Europäisches Parlament |
| 24. Nov. 2014                            | Werner Holbein und sein 30-köpfiges Team der Drachenboot-Initiative „Wir sitzen alle in einem Boot für mehr Toleranz“                                           | Deutschland | Hannover                                                                   | Bernd Lange (Politiker, 1955) | Seit 2006 jährlich Drachenbootrennen mit Christen, Juden, Muslimen, Buddhisten und Atheisten in einem Boot, um so ein Zeichen zu setzen gegen Ausländerfeindlichkeit, Religionsfanatismus und Antisemitismus. Darüber hinaus Einladung von Gästen aus aller Welt zur Völkerverständigung |
| September 2015                           | Netzwerk Sozialer Zusammenhalt | Österreich  |                                                                            |                               | Vor allem ehrenamtliches Engagement, um Jugendliche, die Gefahr einer Radikalisierung laufen oder bereits mit Radikalismus in Kontakt gekommen sind, durch Aufklärung von Gewalt abzuhalten                                                                                              |
| 30. September 2016                       | Menschen im Marchfeld | Österreich  |                                                                            |                               | Initiative zur Unterbringung von Flüchtlingen aus den Gemeinden Marchegg, Lassee und Zwerndorf |
| Juni 2017                                | Bürgerinitiative Pulse of Europe und Bürger Europas e. V. | Deutschland | Frankfurt am Main (Gründungsort und Sitz des eingetragenen Vereins)/Berlin |                               | „Mit Pulse of Europe leisten die Initiatoren einen wichtigen Beitrag für ein vereintes und demokratisches Europa.“ Bürger Europas e. V. erhält den Preis bereits zum 2. Mal für bürgernahe, innovative und unterhaltsame europapolitische Bildungsformate                                |
| 24. September 2018                       | - Ehrenamtlicher Dolmetscherdienst der Stadt Ludwigsburg - Spirit of Football e. V. - Förderverein der Sozialklinik Kalamata - Verband Deutscher Sinti und Roma | Deutschland |                                                                            |                               | |
| 9. November 2021 (nachträglich für 2020) | 91. Sitzung des Europäischen Jugendparlaments | Deutschland |                                                                            |                               | |
| 9. November 2021                         | Jugendtheaterfestival „Wilde Mischung“ | Deutschland | Schwäbisch Hall                                                            |                               | „On the basis that theatre work can offer young people stimulating new experiences, the idea was that direct contact with 'others' would foster tolerance and acceptance.“ |
| 19. September 2022                       | ApplicAid | Deutschland | Hamburg                                                                    |                               | „Bei diesem Projekt stach besonders die Perspektive der Jugendpartizipation, die sich gut ins Europäische Jahr der Jugend einfügt, hervor.“ |

## Reaktionen
Im Jahr 2015 sollte unter anderem die Metropolitan Community Clinic im Athener Vorort Elliniko den Preis erhalten. Das ist eine selbstorganisierte Gruppe von 300 Freiwilligen, die kostenlose medizinische Hilfe und Medikamente für Menschen zur Verfügung stellen, die sonst in Griechenland vollkommen von medizinischer Versorgung abgeschnitten sind. Sie lehnte den Preis ab mit der Begründung, dass es zynisch sei, erst für Armut, Hunger und Zerstörung des Gesundheitswesens zu sorgen und dann Preise an diejenigen zu verteilen, die im Rahmen von Spenden und ehrenamtlichem Einsatz versuchen, die Not im Land zu lindern.

## Medienecho (Auswahl)
- N.N.: Mit Toleranz zum Sieg / Drachenbootteam gewinnt Bürgerpreis der EU, in: Hannoversche Allgemeine Zeitung (HAZ) vom 25. November 2014, S. 18